# اتحاد تبسة
نادي اتحاد تبسة، المعروف باسم اتحاد تبسة، هو نادي كرة قدم جزائري مقره في مدينة تبسة. تأسس عام 1936 وألوانه هي الأصفر والأسود. ملعب الفريق هو ملعب 4 مارس 1956 الذي يتسع لـ 11000 متفرج. يلعب النادي حاليًا في الرابطة الوطنية لكرة القدم هواة.

## وصلات خارجية
- صفحة النادي على موقع الرسمي لرابطة
- رابطة عنابة لكرة القدم.
- الرابطة ما بين الجهات لكرة القدم
- الرابطة الوطنية الجزائرية لكرة القدم هواة